# Schlacht von Worringen
Die Schlacht von Worringen war 1288 das kriegerische Finale im zuvor bereits sechs Jahre währenden Limburger Erbfolgestreit. Hauptkontrahenten des Konflikts waren Siegfried von Westerburg, Erzbischof von Köln, und Herzog Johann I. von Brabant. Der Ausgang der Schlacht veränderte das Machtgefüge im gesamten Nordwesten Mitteleuropas.

## Die Ursache des Konflikts
Auslöser des Konflikts war der Streit um die Erbnachfolge Irmgards, die als einzige Tochter des letzten limburgischen Herzogs Walram V. und Ehefrau Rainalds I. von Geldern nach dem Tod ihres Vaters das Herzogtum Limburg ihrem Ehemann zugebracht hatte. Verbunden mit der Hoheit über dieses Herzogtum war der Titel des Herzogs von Niederlothringen. König Rudolf I. bestätigte diese Nachfolge, indem er Rainald 1282 mit Limburg belehnte.
Bereits im folgenden Jahr starb Irmgard. Die Ehe war ohne Kinder geblieben. Im Lehnrecht war es immer wieder strittig, ob im Falle fehlender männlicher Erben die Erbfolge über die weibliche Linie fortgesetzt wird oder über die nächsten männlichen Verwandten. Daraus resultierte der Anspruch, den Graf Adolf V./VIII. von Berg als Neffe Walrams V. nach Irmgards Tod geltend machte. Neben ihm verstanden sich über ihre Abstammung von Herzog Heinrich dem Alten von Limburg († 1221) auch Heinrich von Luxemburg, sein Bruder Walram von Ligny, deren Vetter Walram von Valkenburg, Walram von Jülich (Propst des Aachener Marienstifts), dessen Brüder Otto von Heimbach und Gerhard von Kaster, außerdem dessen Vetter Walram von Jülich-Bergheim sowie Dietrich von Heinsberg und sein Bruder Johann von Heinsberg-Löwenberg als erbberechtigt. Alle diese Bewerber waren übereingekommen, am 2. Februar 1284 eine Entscheidung zu treffen, wer von ihnen mit Unterstützung der anderen den Anspruch auf die Erbnachfolge erheben sollte. Zu diesem Zeitpunkt schien eine friedliche Einigung durchaus möglich.

## Der lange Weg nach Worringen
Herzog Johann I. von Brabant konnte keinerlei Erbansprüche vorbringen, unverkennbar hatte er nicht nur machtpolitische, sondern auch wirtschaftliche Interessen. Eine Verbindung zu Limburg ließ sich über die Herzogswürde von Niederlothringen herstellen, auf die neben dem brabantischen auch der limburgische Titel zurückging.
Den Grund für die folgende kriegerische Auseinandersetzung lieferte Adolf von Berg, als er angesichts der Erkenntnis, selbst nicht über ausreichende Mittel zur Durchsetzung seines Anspruches zu verfügen, diesen am 13. September 1283 an Johann von Brabant verkaufte. Die limburgischen Vasallen Adolfs verweigerten Johann den Huldigungseid, worauf dieser mit seinen Truppen im Herzogtum Limburg einfiel.
Siegfried von Westerburg, Erzbischof von Köln, konnte in seiner Eigenschaft als Landesherr des Kurfürstentums Köln die Ambitionen des Johann von Brabant nicht hinnehmen, da er den Machtzuwachs, der dem Brabanter durch das Herzogtum Limburg entstehen würde, als Einschränkung und Bedrohung der eigenen Machtposition am Niederrhein erkannte.
Rainald von Geldern erkannte seinerseits, dass auch er allein nicht in der Lage sein würde, sich gegen Johann von Brabant durchzusetzen, und so schloss er am 16. August 1284 in der Schanze von Vennebrucke (heute Vinnbrück bei Kempen-Tönisberg) ein gegen Brabant und Berg gerichtetes Militärbündnis mit dem Kölner Erzbischof.
Rainald wurde mit Wassenberg belehnt, das in der Vergangenheit die Herzöge von Limburg als kölnisches Lehen hielten. Zur Partei des Rainald gehörte auch Walram von Valkenburg, der von Rainald zu seinem Vertreter in Limburg bestimmt wurde. Ein komplexes Vertragssystem im Zusammenhang mit der Belehnung von Wassenberg band Rainald und seine Verbündeten einerseits, den Erzbischof andererseits, fest aneinander.
Die Grafschaften Berg und Mark waren dem Erzbischof in dessen Funktion als Herzog von Westfalen zur Heerfolge verpflichtet. Die verwandtschaftlichen Ansprüche seines Verwandten Adolf von Berg auf Limburg nahm Graf Eberhard von der Mark zum Anlass, seine seit langem verfolgten Emanzipationsversuche von der herzoglichen Gewalt unter neue Vorzeichen zu stellen und den territorialen Arrondierungsversuchen des Kölner Erzbischofs im Bereich seines Herzogtums Einhalt zu gebieten. So trat er dem Erzbischof folglich als Mitstreiter des Adolf von Berg entgegen.
Die limburgische Ritterschaft war gespalten: der Drost von Limburg Kuno Snabbe von Lontzen und seine gesamte Sippe der Skavedriesch standen auf der Seite Rainalds. Heinrich von Mulrepas aus dem Geschlecht derer von Geilenkirchen hatte das Amt des Drosten vor Kuno innegehabt, war aber von Rainald entlassen worden. Daraus erklärt sich, dass die Mulrepas und die mit ihnen verwandten von Wittem auf der Seite des Johann von Brabant wiederzufinden waren. Diese beiden Parteien, die Skavedriesch und die Mulrepas mit den von Wittem, bildeten etwa gleich mächtige Bundesgenossen.
Die Luxemburger hatten sich ebenfalls an die Seite Rainalds gestellt, hielten sich aber im ersten Jahr der Auseinandersetzungen noch zurück.
Die Zeit von September 1283 bis Juni 1288 war gekennzeichnet von zahlreichen Auseinandersetzungen, die überall, aber besonders im Herzogtum Limburg, verbrannte Erde hinterließen. Dabei kam es immer wieder zu Frontwechseln einzelner beteiligter Parteien.
Im Mai 1288 zog Graf Heinrich von Luxemburg mit seinem Heer in Richtung Köln. Auf dem Weg dorthin wuchs sein Heer durch den Anschluss zahlreicher Vasallen und Verbündeter stark an. Ende Mai traf sich Heinrich mit dem Grafen von Geldern und den anderen Verbündeten in Valkenburg. Man beriet das weitere Vorgehen. Am Ende verkaufte Rainald für 40.000 Mark brabantischer Denare alle Ansprüche und Rechte auf die Grafschaft Geldern an Heinrich und seinen Bruder Walram von Luxemburg. Als ihm dies bekannt wurde, machte sich Herzog Johann von Brabant ebenfalls auf den Weg, zunächst in Richtung Valkenburg, dann nach Köln. Am 25. oder 26. Mai fanden in Brühl Verhandlungen zwischen Johann, den Grafen Eberhard von der Mark, Adolf von Berg und Walram von Jülich statt. Außerdem nahmen Vertreter der Stadt Köln daran teil. Man handelte einen Landfriedensbund aus, der am 27. oder 28. Mai in Köln vertraglich abgesichert wurde. Köln wurde somit zur wichtigen Basis für Johann. Das erste Ziel der Gemeinschaft war die Schleifung der erzbischöflichen Burg Worringen.
Vom 29. Mai bis 5. Juni wurde Worringen belagert; ein großes Truppenkontingent der Kölner Bürger unterstützte dabei das brabantische Heer mit Belagerungs- und Schleudermaschinen.
Gleichzeitig sammelten der Graf von Luxemburg, Siegfried von Westerburg und ihre Verbündeten sich bei Neuss und zogen nach Brauweiler. Dort lagerten sie in der Nacht zum 5. Juni 1288.
Zu diesem Zeitpunkt waren alle beteiligten Parteien an den Rand ihrer Belastbarkeit gelangt. Nach dem Landfriedensbund der Stadt Köln mit Johann, der auch in der Tradition der Emanzipationsbemühungen der Kölner Bürger von ihrem Stadtherrn seit dem ersten Konflikt mit Anno II. im Jahr 1074 zu sehen ist, gab es auch für den Erzbischof keinen anderen Weg mehr. Eine Entscheidungsschlacht, die man in den Jahren zuvor in diesem Ausmaß stets vermieden hatte, war für alle unausweichlich geworden.

## Der 5. Juni 1288 auf der Fühlinger Heide

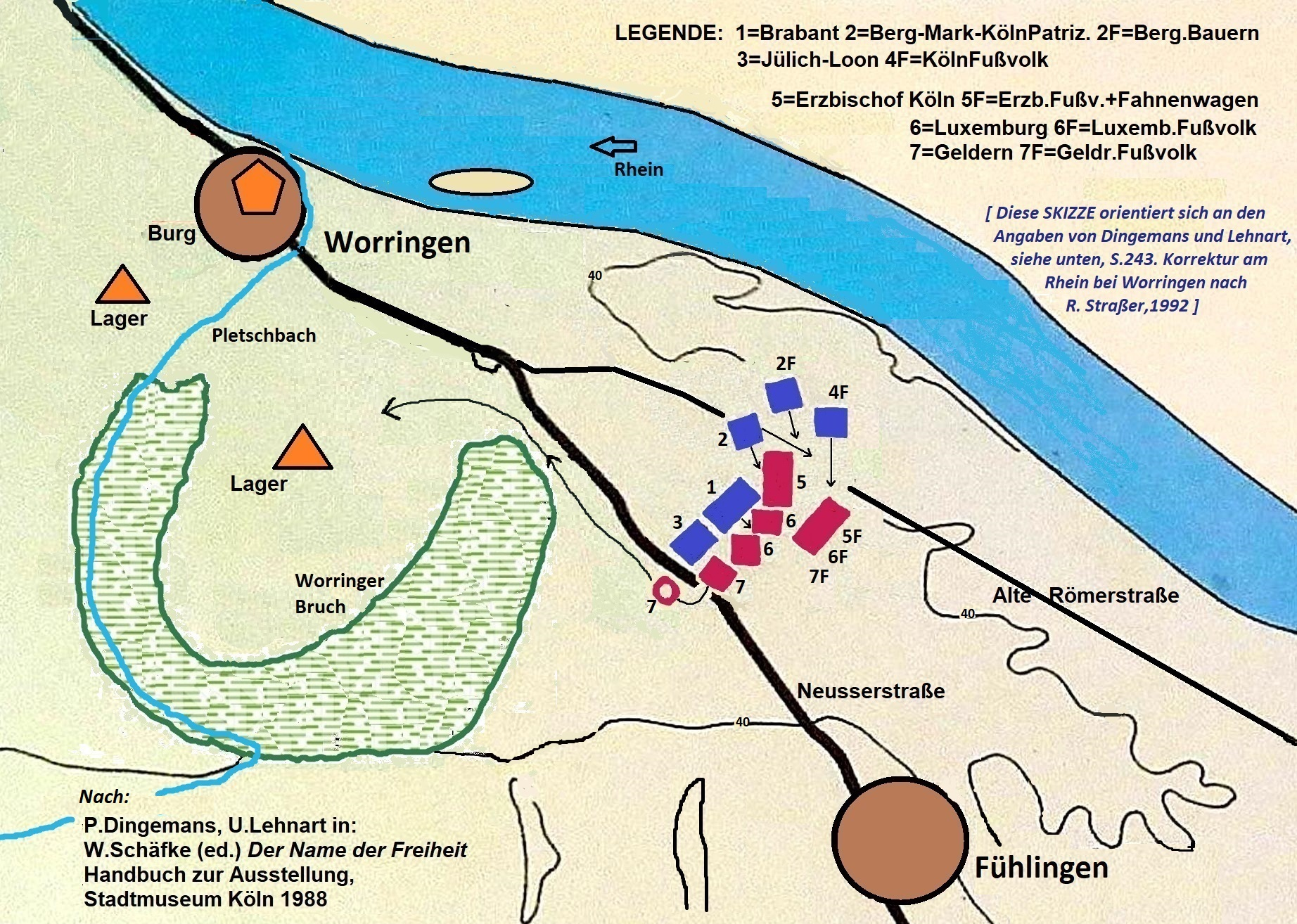
Entwicklung der Schlacht 1288 zwischen Johann von Brabant und dem Kölner Erzbischof. Die Skizze zeigt die Endphase kurz vor Gefangennahme des Erzbischofs.

Der ausführlichste Bericht über die Schlacht stammt von Jan van Heelu. Vermutlich als Teilnehmer der Schlacht auf Seiten Brabants erzählt er in fast 9000 Reimen über Vorgeschichte und eigene Beobachtungen, auch gegen andere Berichte in deutscher und französischer Sprache. Sein Gedicht wurde 1988 von Frans W. Hellegers in deutsche Prosa übersetzt. Nach Levold von Northof wollte der Erzbischof eigentlich erst nach dem Wochenende losschlagen, weil er zuvor am Rhein noch auf Verstärkung von Bonn und Andernach warten wollte. Auf Druck seiner Umgebung zog er dann aber schon am Samstag, dem Bonifatius-Tag, ins Feld.
Am frühen Morgen, nachdem er die Morgenmesse besucht und gebeichtet hatte, machte sich Erzbischof Siegfried von Westerburg von seinem Lager in Brauweiler mit seinem Heer auf den ca. zwölf Kilometer langen Weg in Richtung Worringen. Johann von Brabant, durch Späher über das Herannahen des erzbischöflichen Heeres informiert, zog ihm von Worringen aus entgegen. Er bezog vermutlich Stellung auf einer kleinen Anhöhe ostwärts des Worringer Bruchs (van Heelu: Verse 4766-4772) am Zwickel („hoec“) von Neusserstraße und Alte Römerstraße. Vermutlich gegen 11:00 Uhr traf der Erzbischof mit seinen Truppen dort ein. Seine Aufstellungen formierten sich wohl nördlich des heutigen Fühlingen zum Rhein hin (van Heelus Bericht lässt hier etwas Spielraum für Interpretation). Dabei nahmen auf Seiten des Erzbischofs die Luxemburger die mittlere Position gegenüber den Brabantern ein. Der Erzbischof selbst stellte sich mit seinen kurkölnischen Truppen auf dem rechten Flügel gegenüber den Truppen der Grafen Adolf von Berg und Eberhard von der Mark auf, denen sich ganz außen das auf dem Flügel befindliche Fußvolk der Stadt Köln und der märkischen und bergischen Bauern anschloss. Der Graf von Geldern bezog auf dem linken Flügel Stellung gegenüber den Reitern der Jülicher und des Grafen von Loon sowie dem brabantischen Fußvolk, das ganz außen positioniert war.

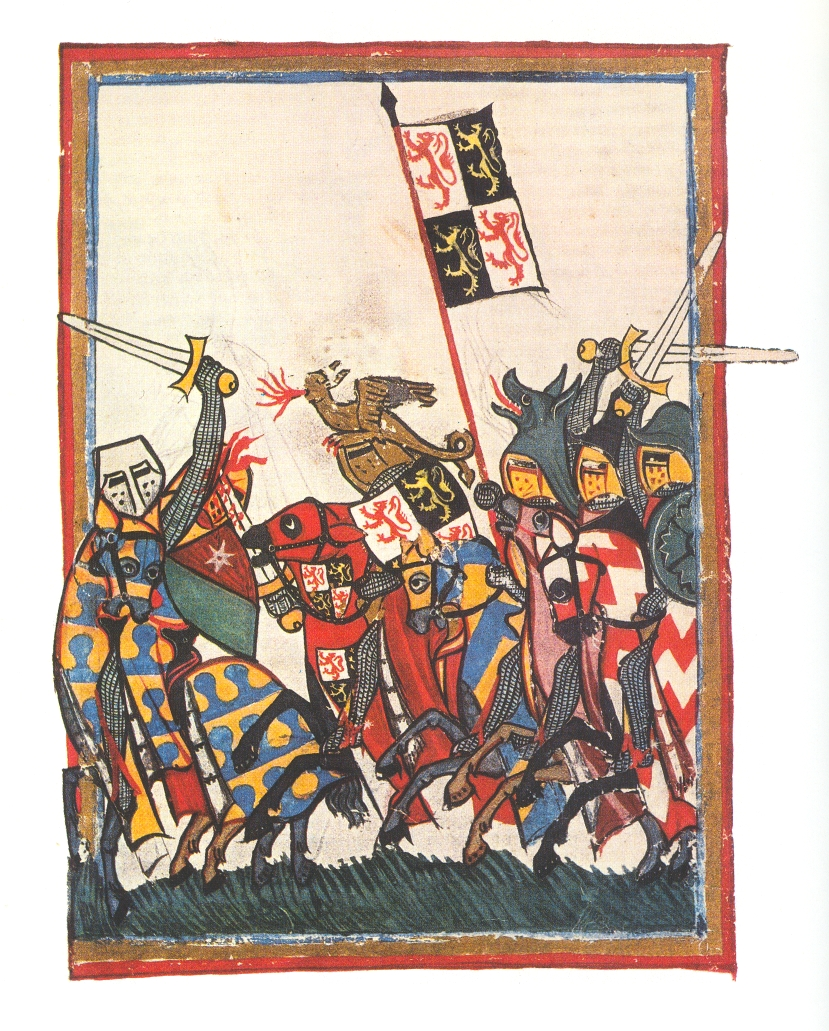
Große Heidelberger Liederhandschrift (Codex Manesse), Zürich 1305 bis 1340, folio 18r: Herzog Johann von Brabant in der Schlacht von Worringen

Gleich zu Beginn der Schlacht gelang es dem Erzbischof, das bergische Fußvolk und die Kölner Miliz zu überreiten und in die Flucht zu schlagen. Doch begab sich der Erzbischof damit in eine strategisch sehr ungünstige Position, die beinahe zur Auflösung seiner Formation führte. Nach Meinung des Militärhistorikers Ulrich Lehnart bestimmte diese frühe Aktion des Erzbischofs bereits den Ausgang der Schlacht. Der heftigste Kampf tobte in der Mitte der beiden Fronten zwischen den Brabantern und den Luxemburgern. Dabei fiel zuerst Walram von Luxemburg-Ligny, dann Heinrich von Luxemburg, Heinrich von Houffalize (Bastardbruder Heinrichs) und dessen jüngerer Bruder (dessen Name war vermutlich Balduin). Damit war eine ganze Generation des Hauses Luxemburg ausgelöscht. Kurz davor hatte sich ein geldrisches Kontingent unter Führung des Drosten Reynere Esel hinter die brabanter Linien abgesetzt, um mit Geschrei deren Zelte zu plündern. Die Nachricht vom Tod der Luxemburger machte dem jedoch ein Ende.
Vermutlich gegen 15:00 Uhr griffen die Ritter der Grafen von Berg und von der Mark mit den Kölner Patriziern und dem Fußvolk der bergischen Bauern und der Kölner Miliz erneut auf der rechten Flanke den Erzbischof und seine Truppen an. Angefeuert durch die flammende Rede des Walter Dodde und das Vorbild des Patriziers Gerhard Overstolzen, griffen diese mit aller Gewalt wieder in das Kampfgeschehen ein, um so ihr Debakel vom Morgen auszugleichen. Der als Panzerreiter gerüstete Overstolzen war von seinem Pferd gestiegen und hatte sich zu Fuß an die Spitze des Fußvolks gestellt, brach später erschöpft zusammen und starb ohne Kampf.
Die Kampfweise der bergischen Bauern und der Kölner Miliz wird dergestalt beschrieben, dass sie auf alles und jeden einschlugen, egal ob Feind oder Freund. Vermutlich lag dies auch daran, dass sie die meisten Wappen nicht kannten und deswegen kaum zwischen Feind und Freund unterscheiden konnten.

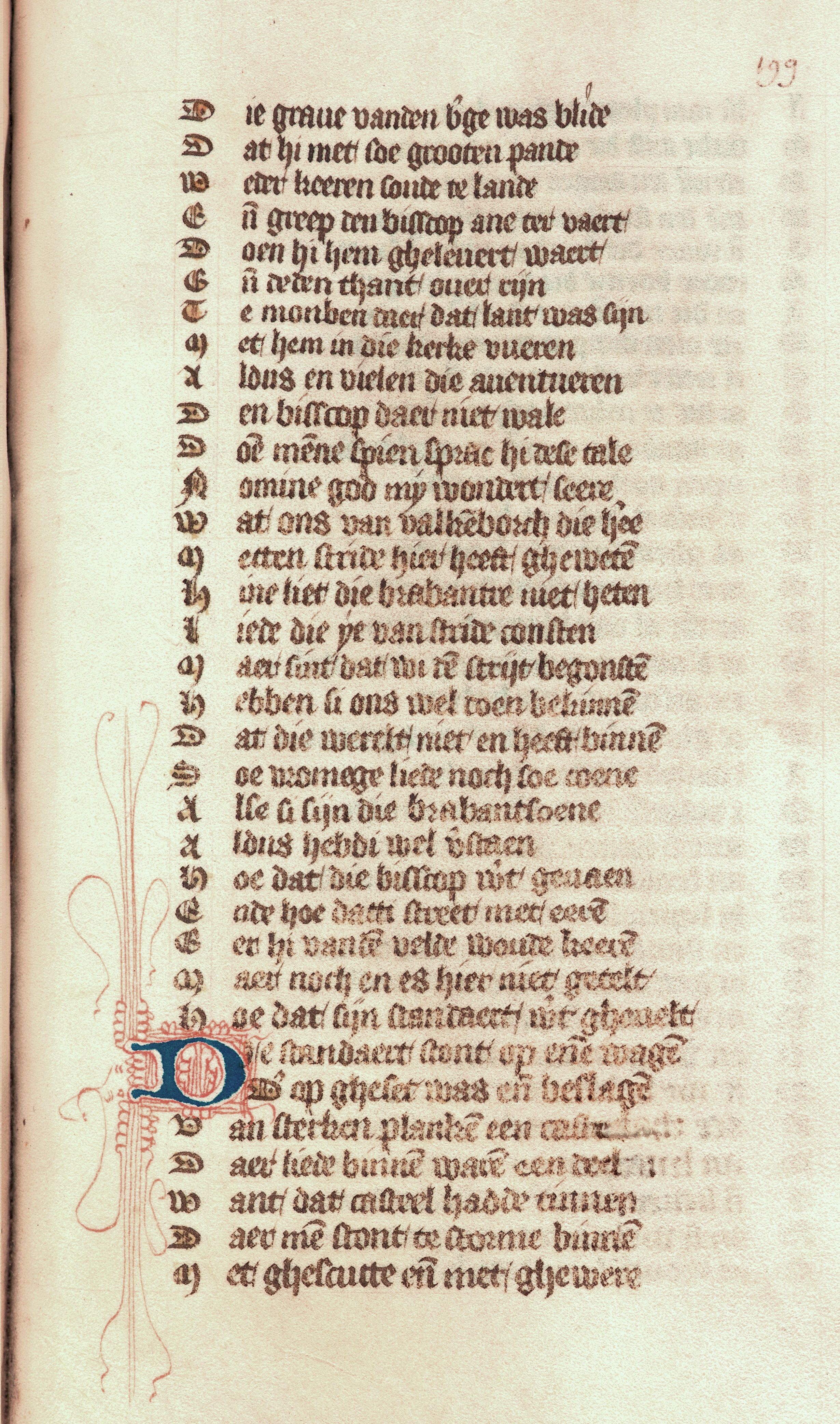
Rymkronyk van Jan van Heelu betreffende den slag van Woeringen van het jaer 1288, Jan van Heelu und Heinricus van den Damme - KB 76 E 23 - fol 100r

Der Erzbischof erkannte seine Lage bald als aussichtslos und bot Gottfried von Brabant seine Kapitulation an. Der gefangene Erzbischof wurde dann vom Grafen von Berg schnell nach Monheim gebracht (wie ab Vers 6122 bei van Heelu vermerkt, siehe Abb. fol_100r anbei; ab Initial „D“ Beschreibung des Fahnenwagens), und am nächsten Tag auf Schloss Burg festgesetzt. Das Fußvolk der bergischen Bauern und der Kölner Miliz eroberte den Fahnenwagen des Erzbischofs, was den völligen Zusammenbruch des Widerstands des kurkölnischen Flügels bewirkte. Wem die Flucht nicht mehr gelang, wurde gefangen genommen.

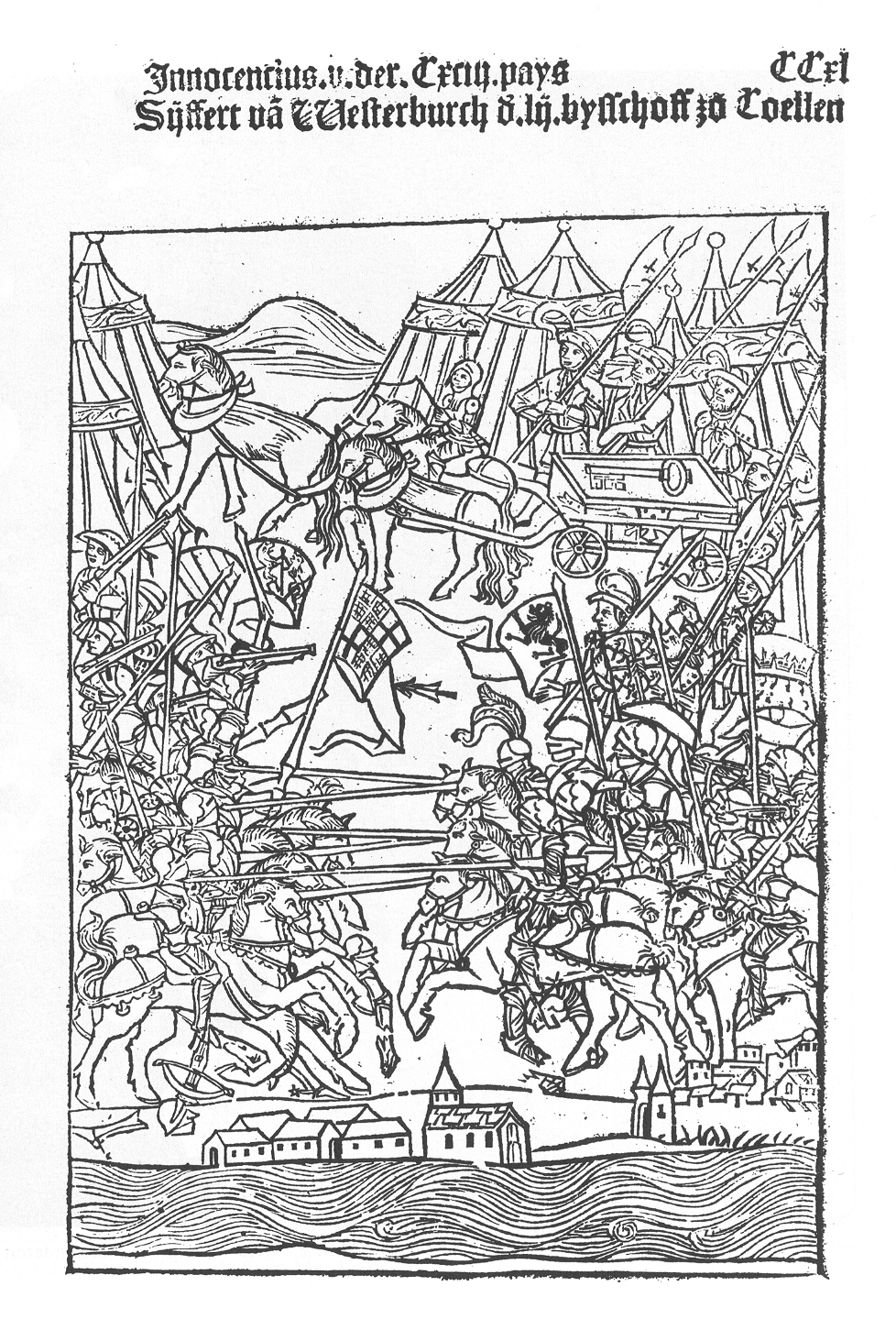
Der Fahnenwagen des Kölner Erzbischofs mit dem Schlüssel der Stadt Köln (aus: Johann Koelhoff der Jüngere: Die Cronica van der hilliger stat van Coellen, Köln 1499)

Auch Rainald von Geldern auf dem linken Flügel musste seine Situation bald als aussichtslos erkennen. Beim Versuch, unerkannt zu fliehen, geriet er in die Gefangenschaft des Herzogs von Brabant. Walram von Valkenburg war der letzte Vasall des Erzbischofs, der nach heftigem Zweikampf mit dem Propst des Aachener Marienstifts das Schlachtfeld verließ. Dank der Hilfe des Grafen Arnold von Loon gelang ihm die Flucht.
Die letzten Kampfhandlungen fanden zwischen den Skavedriesch und den Mulrepas statt, die hier ihren eigenen Konflikt auszutragen schienen. Schließlich ergaben sich auch die noch lebenden Skavedriesch, womit alle Kampfhandlungen beendet waren. Dies dürfte ungefähr gegen 17:00 Uhr der Fall gewesen sein.
Die überlebenden Ritter und ihre Pferde wurden gefangen genommen und versprachen reichlich Lösegeld.
Die meisten Toten auf dem Schlachtfeld waren durch die Hufe der Pferde bis zur Unkenntlichkeit entstellt. Darüber hinaus war auch die Leichenfledderei des Fußvolks dafür verantwortlich, dass man die Toten nicht mehr an ihren Wappenröcken identifizieren konnte. Die Leichen wurden in mehreren Massengräbern bestattet.
Heutige Schätzungen halten es für wahrscheinlich, dass an der Schlacht ca. 10.000 Kämpfer beteiligt waren. Lehnart ermittelt für die brabantischen Streitkräfte ca. 2.300 Panzerreiter (Ritter), für die Kurkölnischen ca. 2.800. Der Anteil der Kölner Patrizier auf brabantischer Seite soll aus ca. 60 Panzerreitern bestanden haben.
Das Fußvolk der brabantischen Seite wird auf ca. 2.500 Mann geschätzt (davon 500 bergische Bauern und 1.500 Kölner Miliz), das der erzbischöflichen auf ca. 1.400.
Quellen zufolge sollen 1.100 Kämpfer den Tod auf dem Schlachtfeld gefunden haben, 700 später an ihren Verletzungen gestorben sein. In Köln soll es nach der Schlacht mehr als 700 Witwen gegeben haben. In den Massengräbern sollen 600 Kämpfer bestattet worden sein.
Das Fußvolk musste demnach die größten Verluste hinnehmen. Angesichts der Tatsache, dass mittelalterliche Reiterschlachten nicht darauf ausgerichtet waren, den Gegner zu töten, sondern gefangen zu nehmen, um für seine Freilassung Lösegeld zu erhalten und so die eigenen Kriegskosten decken zu können, erscheint das realistisch.
Die äußerste Härte, mit der die bergischen Bauern und die Kölner Miliz bei ihrem zweiten Eingreifen vorgingen, dürfte der Grund dafür gewesen sein, dass viele Panzerreiter sich lieber in die Gefangenschaft der gegnerischen Ritter begaben als vom gegnerischen Fußvolk erschlagen zu werden.

## Auswirkungen der Schlacht

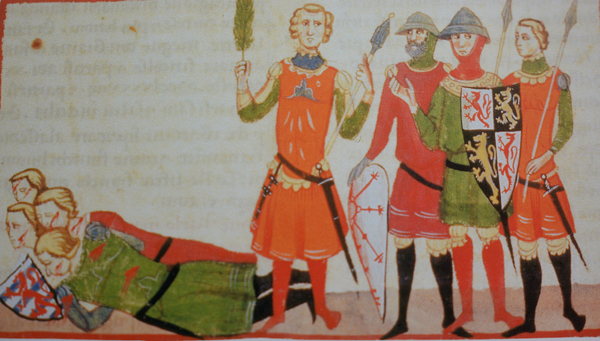
Herzog Johann von Brabant und die vier erschlagenen Luxemburger (links) in der Schlacht von Worringen (Nuova Cronica, 14. Jahrhundert)

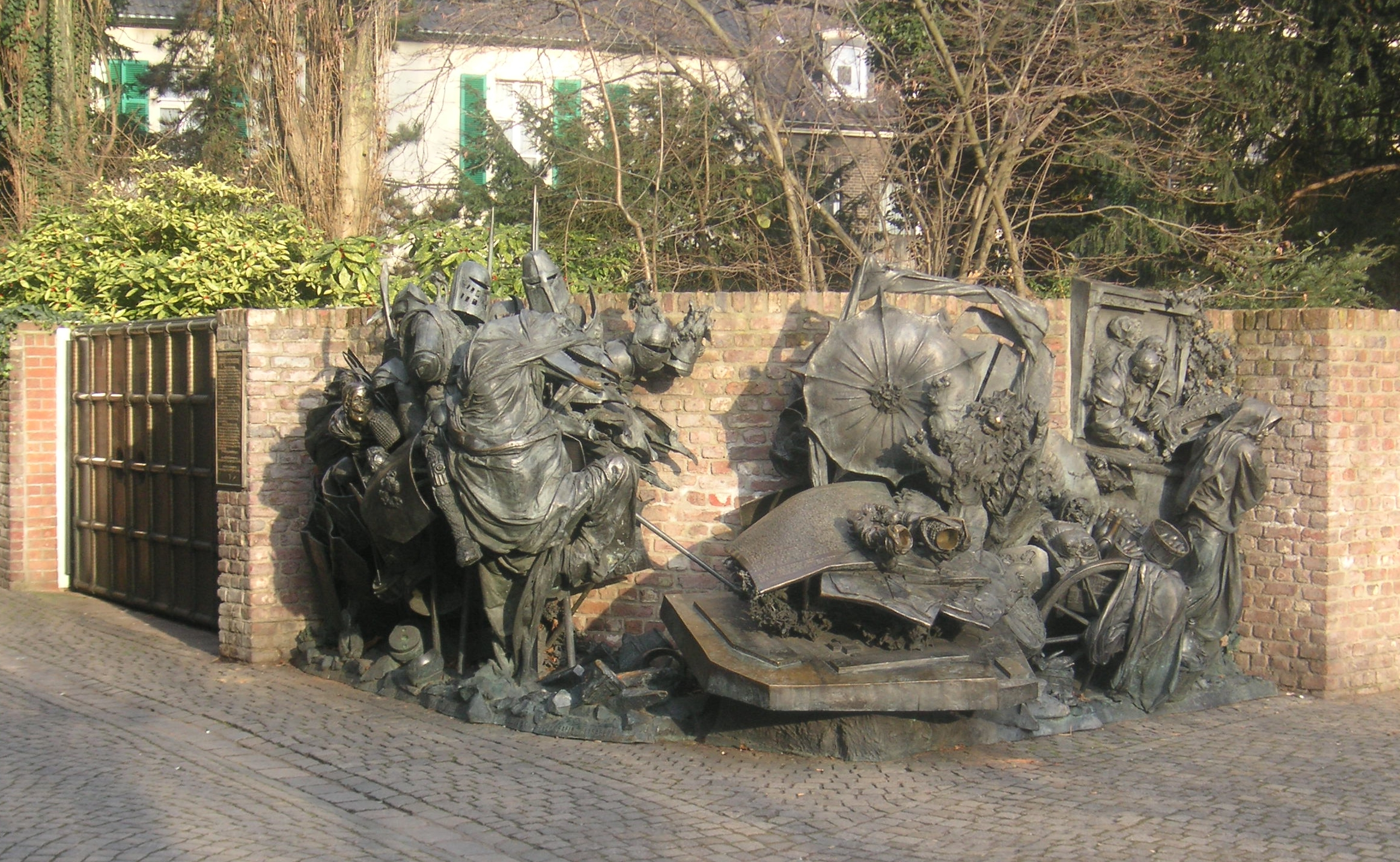
Schlachtdenkmal in Düsseldorf (Stadterhebungsmonument), Bert Gerresheim, 1988

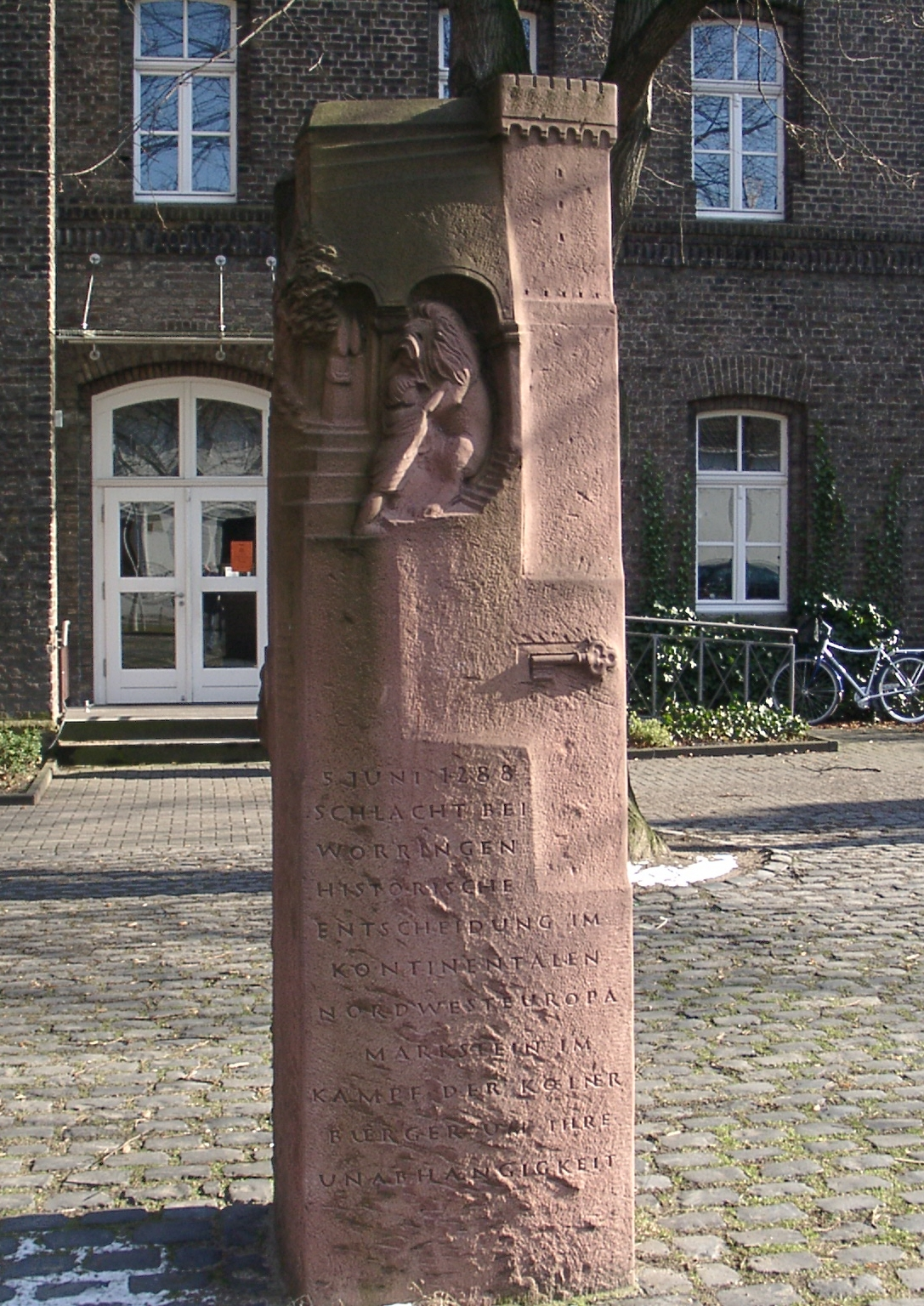
Denkmal zur Erinnerung an die Schlacht von Worringen in der Ortsmitte von Worringen (vor der Kirche)

Der Ausgang der Schlacht hatte für jede der involvierten Parteien erhebliche Konsequenzen. Er stärkte insbesondere die Stellung des Herzogtums Brabant, das sich später zum Hauptland der Burgundischen Niederlande entwickelte, und schwächte Kurköln, das die Existenz der benachbarten Grafschaft Berg und deren Aufstieg zu einer regionalen Einflussgröße nun nicht mehr gefährden konnte.
Erzbischof Siegfried von Westerburg wurde als Gefangener des Grafen von Berg im „Novum Castrum“ (Schloss Burg an der Wupper) festgehalten und kam durch den Sühnevertrag vom 19. Mai 1289 wieder frei. Inzwischen hatte der Dompropst von Köln, Konrad I. von Berg, ein Bruder Adolfs von Berg, die Regierungsgewalt des Erzstifts Kurköln übernommen. Die Gewinner der Schlacht hatten Tatsachen geschaffen, die Siegfried wohl oder übel durch den Sühnevertrag billigen musste. Außerdem musste er auf sein Befestigungsrecht im Bergischen Land verzichten und ein Lösegeld von 12.000 Mark zahlen. Eberhard von der Mark erhielt Befestigungshoheit und Adolf von Berg sein Münzrecht zurück, auf das er 1279 zugunsten des Erzbischofs hatte verzichten müssen.
Zu den inzwischen geschaffenen Tatsachen gehörte die Entfestung des Rheins, an erster Stelle die Schleifung der Burg Worringen, außerdem die der erzbischöflichen Burgen Zons und Neuenberg. Dies entsprach den Forderungen der Kölner Bürger und des Grafen von Berg.
Adolf von Berg verlieh Düsseldorf am 14. August 1288 Stadtrechte, setzte damit der bisher nahezu unumstrittenen Macht des Erzbischofs am Niederrhein einen weiteren Kontrapunkt und schuf so die Grundlagen der zukünftigen bergischen Residenzstadt. Damit einher ging die Gründung eines Kanonikerstifts. Im Jahr 1322 verliehen die Grafen von Berg auch Mülheim das Stadtrecht. Beide Städte, Düsseldorf wie Mülheim, entwickelten sich später zu städtischen Handels- und Wirtschaftszentren. Die Konkurrenz der Städte Köln und Düsseldorf war eine häufige Ursache für Spannungen untereinander.
In Westfalen wurden die Burgen Neu-Isenberg, Volmarstein, Limburg an der Lenne, Raffenburg sowie die Städte Menden, Fürstenberg und Werl eingenommen und größtenteils geschleift; dies entsprach den Forderungen und Wünschen Eberhards von der Mark. Eberhard erlangte zusätzlich die Vogtei über das Stift Essen, das in der Familie blieb, bis diese 1609 erlosch. Gleichzeitig markiert die kölnische Niederlage den Niedergang der kölnischen Lehnsherrschaft über die Grafen von der Mark.
Walram von Jülich eroberte mit Hilfe der Kölner Bürger Zülpich, von territorialer Entwicklung kann man hier jedoch noch nicht sprechen.
Die Entwicklungen begünstigten also insbesondere den Ausbau der Territorien der Grafen von Berg und von der Mark, während die Bestrebungen des Erzbischofs, seine Herzogsgewalt in Westfalen territorial abzusichern und auszubauen, zunichtegemacht wurden.
Nach seiner Freilassung erreichte Siegfried zwar päpstliche Dispens, die ihn von der Einhaltung seiner in Gefangenschaft gegebenen Zugeständnisse aus Sicht der Kirche befreite, dies bewirkte jedoch faktisch nichts mehr. Weder der Prozess, den Siegfried gegen Köln anstrengte, noch der päpstliche Bann konnten daran noch etwas ändern. Tatsächlich hatte die Stadt Köln in vielerlei Hinsicht bereits den Status einer Reichsstadt erreicht, wenngleich die Anerkennung de jure noch 200 Jahre auf sich warten lassen sollte.
Der Herzog von Brabant hatte sich nach einer Atempause nochmals mit Walram von Valkenburg militärisch auseinanderzusetzen, bevor er am 1. September 1292 durch den neugewählten König Adolf von Nassau mit dem Herzogtum Limburg belehnt wurde. Sichtbares Zeichen der gewonnenen Territorialherrschaft über Limburg war die Einfügung des limburgischen Löwen in das brabantische Wappen in der Zeit Johanns II. Es zeigte fortan im ersten und vierten Feld den brabantischen (goldener Löwe im schwarzen Feld), im zweiten und dritten Feld den limburgischen Löwen (roter Löwe im weißen Feld).

## Rezeption
Eine wichtige erzählende Quelle, weil in zeitlich nahem Kontext stehend, ist die o. g. Yeeste van den Slag van Woeronc des Jan van Heelu.
Jan Frans Willems hat sie im Jahr 1836 ediert und kommentiert. Auf dieser Basis wurde der Text 1988 erstmals durch Frans W. Hellegers ins Hochdeutsche übertragen und im Ausstellungskatalog Der Name der Freiheit veröffentlicht.
Heelu schrieb seine Rymkronik für Margarete von England, Schwiegertochter des Herzogs Johann I. von Brabant bzw. Ehefrau des Johann II. von Brabant, kurz vor dem Tod Johanns I.
| Slag Van Woeringen. Eerste Boek. | Die Schlacht von Worringen. Erstes Buch. |
| Vrouwe Margirete van Inghelant, Die seker hevet van Brabant Tshertghen Jans sone Jan, Want sie dietsche tale niet en can Daer bi willic haer ene gichte Sinden van dietschen gedichte, Daer sie dietsch in leeren moghe; Van haren sweer, den hertoghe, Sindic haer daer bi beschreven; Want en mach niet scoenres geven Van ridderscape goote date. | Der Herrin Margarete von England, die Herzog Jan von Brabants Sohn Jan geheiratet hat, will ich ein Geschenk in Form einer Erzählung in deutscher Sprache machen, mit der sie diese Sprache lernen möge, die sie nicht beherrscht; die Geschichte handelt von ihrem Schwiegervater, dem Herzog, die ich hier beschrieben habe; denn es kann nichts Schöneres als große Rittertaten geben. |

Seit dem Spätmittelalter taucht das Thema der Schlacht bei Worringen in weiteren Quellen auf, so im Codex Manesse, in den Brabantschen Yeesten und bei Johann Koelhoff in der Kölnischen Chronik.

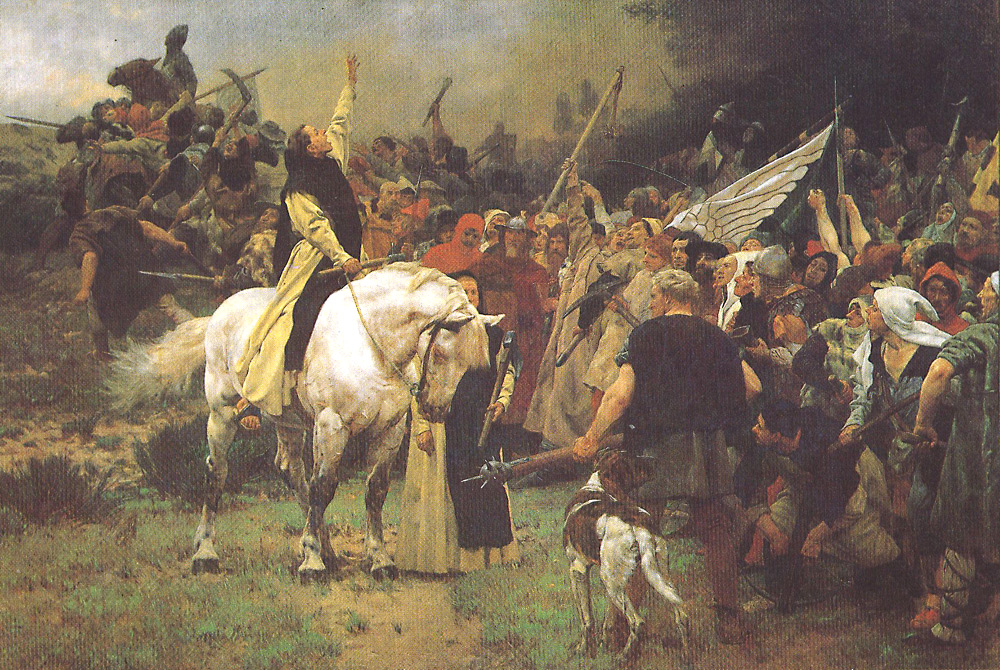
Walter Dodde und die bergischen Bauern bei der Schlacht bei Worringen, Gemälde von Peter Janssen dem Älteren, 1893

Im 19. Jahrhundert war die Schlacht bei Worringen ein Thema der Historienmalerei, die zu der Legende beitrug, sie sei der Ausgangspunkt der Rivalität zwischen Köln und Düsseldorf gewesen. Bekannte Maler, die sich des Stoffes annahmen, waren Nicaise de Keyser im Gemälde Nach der Schlacht bei Worringen (1840) und Peter Janssen der Ältere im Gemälde Walter Dodde und die bergischen Bauern bei der Schlacht bei Worringen (1893). Eine jüngere künstlerische Rezeption ist im Stadterhebungsmonument von Bert Gerresheim in Düsseldorf zu finden. Hier ist das Grauen der Schlacht in den Mittelpunkt einer skulpturalen Collage gestellt.
1893 benannte die Stadt Düsseldorf eine Ringstraße in Worringer Straße um. Seit 1906 erinnert der Worringer Platz an die Schlacht.